# Alajos Degré

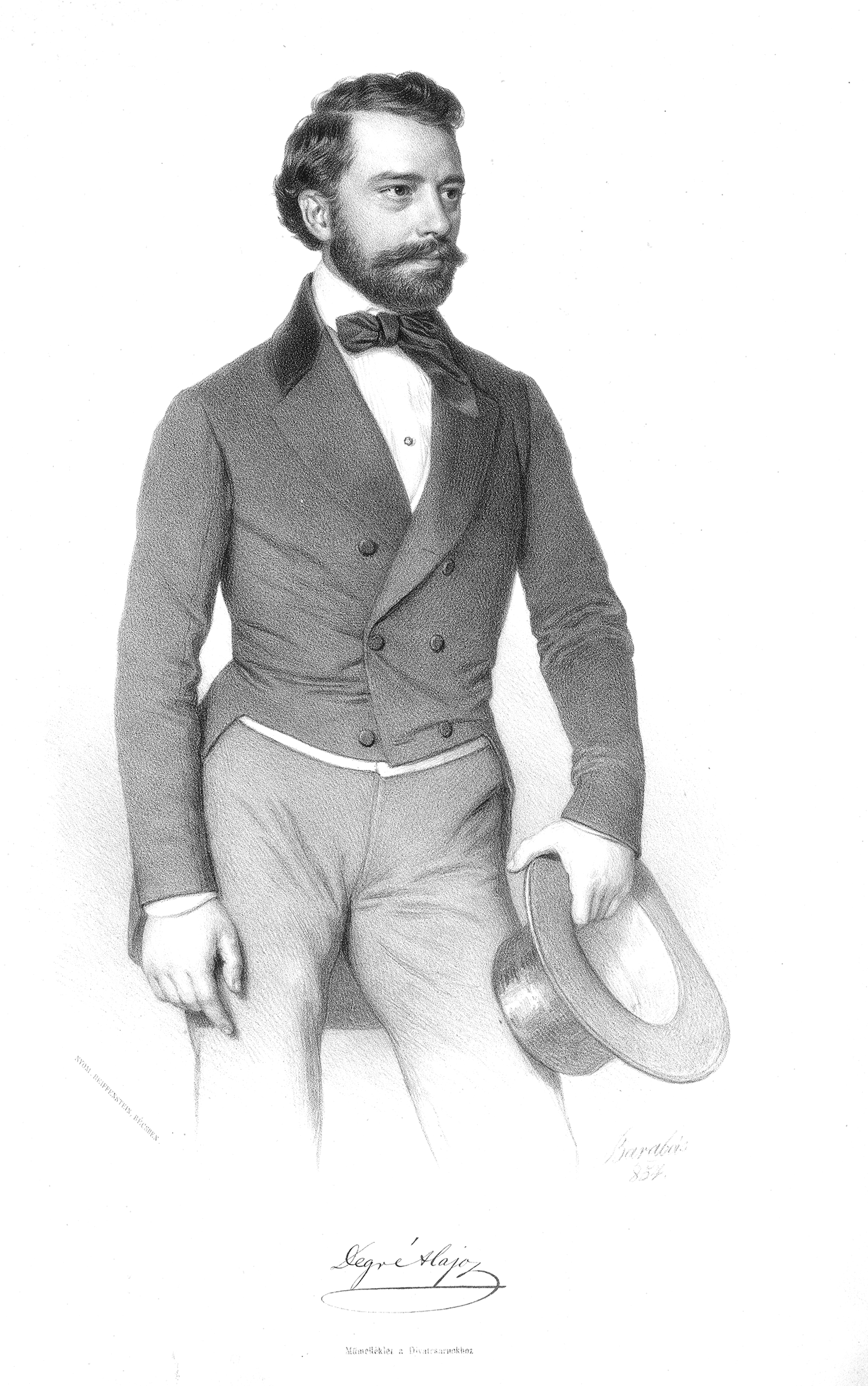
Degré Alajos

Alajos Degré (* 6. Januar 1819 in Lippa; † 1. November 1896 in Budapest) war ein ungarischer Schriftsteller und Politiker.

## Leben
Alajos Degré war der Sohn eines französischen Emigranten und der Ungarin Anna Rácz. Er studierte Rechtswissenschaft an der Universität von Pest, wo er einigen jungen Literaten um Sándor Petőfi nahestand. Folgerichtig nahm er daher auch an der Revolution von 1848 teil. Nach deren Scheitern wurde er eine Zeit lang verfolgt, konnte aber später wieder in Ungarn Fuß fassen und sich in Budapest niederlassen, wo er als Journalist arbeitete. Degré war auch Mitglied des Parlaments.

## Werke
Degré verfasste vor allem Romane, Erzählungen und Lustspiele von geringerer literarischer Bedeutung, die aber durch die Schilderung der damaligen ungarischen Gesellschaft noch interessant sind. Übersetzungen ins Deutsche existieren so gut wie nicht.
- Iparlovag, (Der Glücksritter) Lustspiel in 3 Akten, Pozsony, 1844.
- Eljegyzés álarc alatt (Das Verlöbnis unter der Maske) Lustspiel in 3 Akten, Pest, 1845.
- Félreismert lángész, (Das verkannte Genie) Lustspiel in 3 Akten, Pest, 1846.
- Kedélyrajzok (Gemütsskizzen). Novellen. Pest, 1847.
- Két év egy ügyvéd életéből (Zwei Jahre aus dem Leben eines Advokaten). Roman. Pest, 1853.
- Novellái. Novellen. Pest, 1854.
- Kalandornő (Die Abenteurerin). Roman. Pest, 1854.
- Salvator Rosa. Roman. Pest, 1855.
- A sors keze (Die Schicksalshand). Roman. Pest, 1856.
- Novellák. Novellen. Pest, 1857.
- Az ördög emlékiratai (Des Teufels Memoiren). Pest, 1860.
- A száműzött leánya (Die Tochter des Verbannten). Roman. Pest, 1865.
- A kék vér. Roman. Pest, 1870.
- A nap hőse. Roman. Pest, 1870.
- Itthon. Roman. Budapest, 1877.
- Az elzárt gyámleány. Víg elbeszélés. Budapest, 1878.
- Bőkezű uzsorás. Budapest, 1882.
- Visszaemlékezéseim (Meine Rückerinnerungen). Memoiren. Budapest, 1883–1884.
- Igy van jól! Roman. Budapest, 1887.

Deutsche Übersetzungen
- Blaues Blut. Wien und Budapest o. J.
- Eine glänzende Heirat; in: Ungarische Erzähler. Zürich 1974.